# Coccothrinax litoralis
Coccothrinax litoralis är en enhjärtbladig växtart som beskrevs av Leon. Coccothrinax litoralis ingår i släktet Coccothrinax och familjen Arecaceae.
Artens utbredningsområde är Kuba. Inga underarter finns listade i Catalogue of Life.